# Saint-Jean-aux-Bois (Ardenas)
Saint-Jean-aux-Bois é uma comuna francesa na região administrativa de Grande Leste, no departamento das Ardenas. Estende-se por uma área de 8,9 km². Em 2010 a comuna tinha 105 habitantes (densidade: 11,8 hab./km²).